# Tekunica
Tekunica (lat. Spermophilus citellus) je maleni glodavac iz porodice vjeverica. 

## Opis
Tekunica može narasti do 20 cm dužine i težiti između 200 i 400 grama. Žive u kolonijama u brlozima, te izlaze pasti travu. Hrane se sjemenjem, mladicama, korijenjem i nekim beskralježnjacima. Svaka kolonija tekunica čuva stražu i daje zvučni signal kada prijeti opasnost.
Može spavati zimski san između jeseni i ožujka, ovisno o klimi. Za prezimljavanje se priprema taloženjem masnoće u drugom dijelu ljeta. U prvom dijelu ljeta rađa 5-8 mladunaca.

## Rasprostranjenost
Tekunica obitava u Istočnoj Europi i Srednjoj Europi, u državama kao što su: Ukrajina, Austrija, Češka, Rumunjska, Bugarska, Makedonija, Grčka, na sjeveru Poljske i na jugu Male Azije.

## Hrvatska
Tekunica je naseljavala pašnjake i prirodne travnjake istočne Slavonije, a regionalno je izumrla zbog prestanka stočarenja na otvorenom i razvoja intenzivne poljoprivrede što je uništilo njezina staništa.